# Turistická značená trasa 7860
 Turistická značená trasa 7860 je 2 km dlouhá žlutě značená trasa Klubu českých turistů v okrese Vsetín spojující v návaznosti na další trasy Prostřední Bečvu s horou Radegast. Převažující směr trasy je severní.

## Průběh trasy
Turistická trasa má svůj počátek v lese nad osadou Skalíkova Louka na rozcestí se zeleně značenou trasou 4843 vedoucí z Prostřední Bečvy na Pustevny. Obě trasy vedou nejprve severním směrem v krátkém souběhu, který končí na křížení s vrstevnicovou asfaltovou komunikací Rožnov pod Radhoštěm - Pustevny. Trasa 7860 stoupá samostatně lesní pěšinou, kříží Lesnickou naučnou stezku Radhošť a končí na hlavním hřebenu u sochy Radegasta pod stejnojmenným vrcholem na rozcestí s modře značenou trasou 2260 z Pusteven na Radhošť.